# Anton Hunger

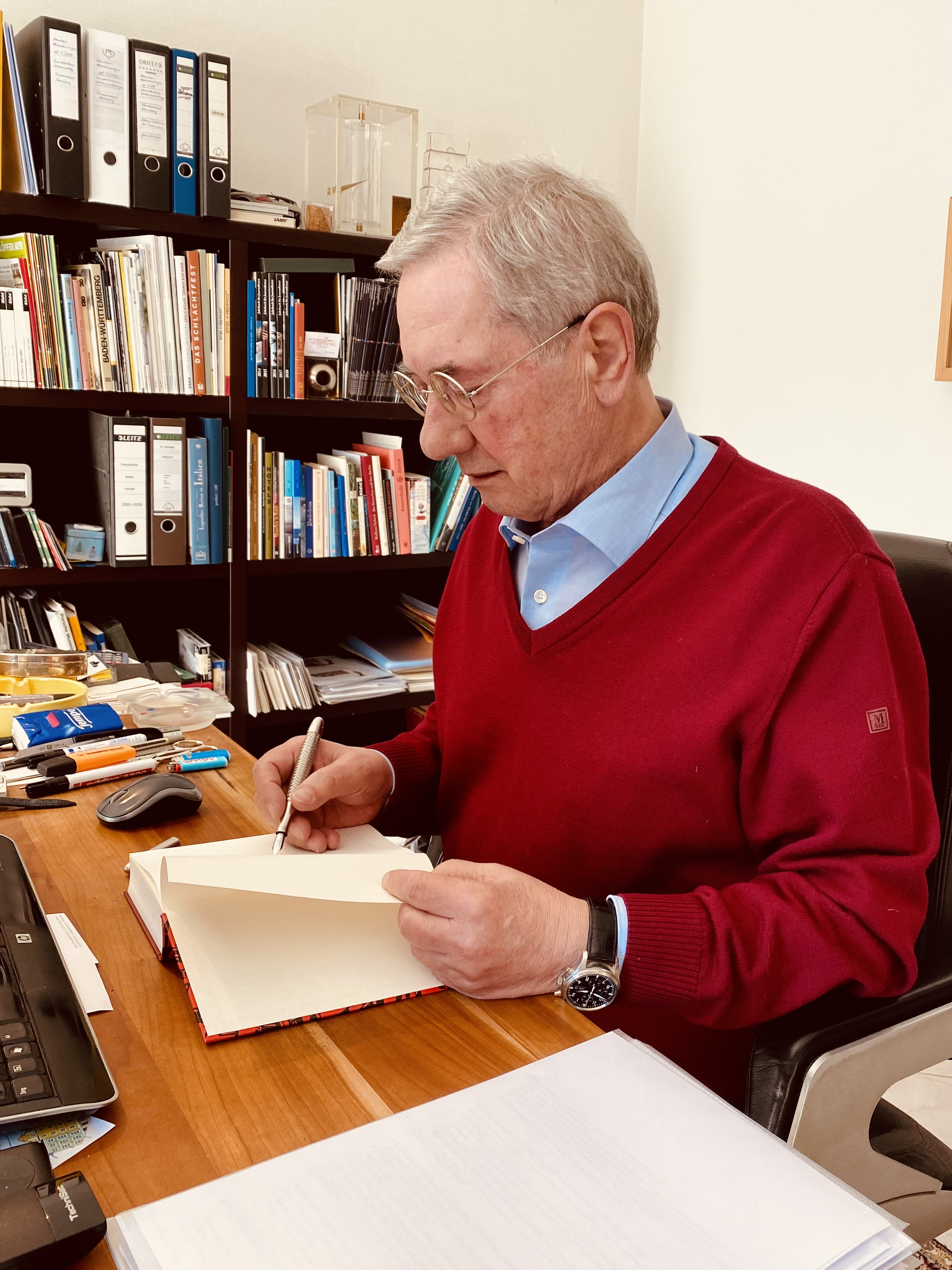
Anton Hunger, 2022

Anton Hunger (* 13. August 1948 in Cham) ist ein deutscher Schriftsteller und ehemaliger Sprecher der Dr. Ing. h.c. F. Porsche AG.

## Leben
Nach einer Lehre als Schriftsetzer (Bleisatz) bei der Südwest-Presse in Metzingen erlangte Hunger das Abitur am Wirtschaftsgymnasium in Reutlingen. Danach schloss er ein journalistisches Volontariat bei der Südwest-Presse an. Von 1970 bis 1973 studierte er Volkswirtschaftslehre, Politikwissenschaft und Soziologie an der Eberhard Karls Universität Tübingen, von 1973 bis 1975 an der Universität Regensburg. Von 1976 bis 1984 war er Wirtschaftsredakteur bei der Stuttgarter Zeitung, wechselte danach zum Industriemagazin nach München, wo er 1988 zum stellvertretenden Chefredakteur ernannt wurde.
1992 wurde er Kommunikationschef beim Sportwagenhersteller Porsche in Stuttgart, eine Position, die er 17 Jahre innehatte. Die letzten beiden Jahre war er bei der Dachgesellschaft Porsche Automobil Holding SE angestellt. Seit 2009 arbeitet er neben seiner Tätigkeit als freier Schriftsteller auch als Journalist, Redenschreiber und Kommunikationsberater.
Er engagierte sich in der Volontärsausbildung, war zehn Jahre ständiger Kolumnist beim Medium Magazin und gehörte zum Gesellschafterkreis von brand eins. Hunger tritt für konstruktiven Journalismus ein. Er ist Jury-Mitglied beim Hansel-Mieth-Preis für herausragende und engagierte Reportagen und bei der Auszeichnung Journalistinnen und Journalisten des Jahres.

## Anklage
Neben zwölf amtierenden und früheren Aufsichtsräten war Hunger wegen des Verdachts der Beihilfe zur Marktmanipulation im Zusammenhang mit der Übernahme der Volkswagen AG durch die Porsche SE am 12. August 2015 beim Landgericht Stuttgart angeklagt worden. Laut Staatsanwaltschaft soll Hunger „die falschen Dementis zur beabsichtigten VW-Übernahme auf Grundlage einer mit den Vorständen im Februar 2008 abgestimmten Kommunikationsstrategie vorbereitet und zur Veröffentlichung freigegeben haben.“ Mehrfach hatte Porsche durch Anton Hunger Übernahmepläne öffentlich bestritten. Die Klage gegen Hunger gilt als wegweisender Präzedenzfall für den deutschen Journalismus, da hier für einen durch Börsen-Spekulanten entstandenen Schaden von 5,4 Milliarden Euro ein Unternehmenssprecher mit in Haftung genommen werden sollte.
Am 18. März 2016 endete das Verfahren gegen die Porsche-Vorstände Wendelin Wiedeking und Holger Härter mit einem Freispruch. Der Vorsitzende Richter am Landgericht, Frank Maurer, stellte in der Urteilsbegründung fest: „Die Angeklagten haben den Kapitalmarkt nicht getäuscht.“ An all den „Verschwörungstheorien“ sei nichts dran: „weder vorne, noch hinten und auch in der Mitte nicht.“
Das Verfahren gegen Hunger wird daraufhin am 29. August 2016 eingestellt.

## Buchautor
Schon während seiner Zeit bei Porsche gab Anton Hunger mehrere Bücher heraus, darunter 2001 im Münchner Verlag Klaus G. Renner den Lyrikband PS HERO© mit Illustrationen von Johannes Vennekamp. 2002 die Anthologie Das Davidprinzip im Eichborn-Verlag. Der Beitrag von Hans Magnus Enzensberger Dialog über den Luxus wurde im selben Jahr im Berliner Brecht-Theater am Schiffbauerdamm und im Literaturhaus Stuttgart aufgeführt. Mit seiner Gebrauchsanweisung für Schwaben, erstmals 2007 bei Piper erschienen, gelang ihm ein Bestseller. Außerdem verfasste er Fachbücher über Journalismus und PR.
Die drei umfangreichen Romane Pakt mit dem Teufel, Die Ikonen des Kobiaschwili und Mord à la Mode bilden eine Trilogie. Stilistisch lehnt sich der Erzähler durch episodische Erzählweise und knappe Dialogführung an Autoren wie Max Frisch an. Insbesondere im Wirtschafts- und Mafiakrimi Mord à la Mode „verweist der hohe Rechercheaufwand und die intensive Darstellung von ökonomischen Zusammenhängen auf das journalistische Profil des Autors“.
Im komplex komponierten Essay Loslassen führt Anton Hunger seine Leser mit persönlichem Blick und poetischer Dichte an die Schwelle des Lebensendes. Wenn er etwa vom Unvermögen erzählt, den Tod zu beherrschen, verwebt Hunger Gedanken von Montaigne und Hofmannsthal zu einer stillen Meditation über Vergänglichkeit und die Macht der Sprache, diesem Schrecken zu begegnen.

## Auszeichnungen
- Erster Preis beim Journalistenwettbewerb eines Bankenverbandes für den Beitrag Nie verebbende Bewegung in der Stuttgarter Zeitung vom 4. Juni 1983. Eine Würdigung des britischen Ökonomen John Maynard Keynes zu dessen hundertsten Geburtstag.
- PR-Manager des Jahres 1995, verliehen von PR-Magazin, Verlag Rommerskirchen
- Eurostar 2001 für die beste Kommunikation in der europäischen Automobilindustrie, verliehen von Automotive News Europe, Verlag Crain Communications
- Deutscher Image Award 2002, verliehen von Frankfurter Allgemeine Zeitung und FAZ-Institut für Management-, Markt- und Medieninformation[14]
- Bester deutscher Pressesprecher 2003, Umfrage der Fachzeitschrift Wirtschaftsjournalist

## Schriften
- Sich bewegen bringt Segen. In: Merian Stuttgart, März 2008. Ein Beitrag über Stuttgart als Geburtsstadt von Daimler-Benz und Porsche.
- Dem Himmel zu nah. In: brand eins, Mai 2010. Ein Beitrag über das Null-Fehler-System bei Toyota vor dem Hintergrund spektakulärer Rückrufe.
- Das Schlachtfest. Tre-Torri-Verlag, Wiesbaden 2011, zusammen mit Burkhard Schork.
- Die manipulierte Aufklärung. Von der schleichenden Relativierung der Wahrheit durch Personalisierung und Skandalisierung. In: Wertewandel mitgestalten, herausgegeben von Brun-Hagen Hennerkes und George Augustin, Herder, Freiburg 2012.
- Blattkritik. Vom Glanz und Elend der Journaille. Klöpfer & Meyer, Tübingen 2013.
- Der kurze Draht zum Amt. In: Geheimsache NSU. Zehn Morde, von Aufklärung keine Spur, herausgegeben von Andreas Förster. Klöpfer & Meyer, Tübingen 2014.
- Die Wahrheit liegt auf dem Platz. Verlag Johann Oberauer, Salzburg 2014. Eine Übersicht über die vertrackten Beziehungen von Journalisten und Pressesprechern und umgekehrt.
- Die Schwaben – wie sie wirklich sind. In: Die Schwaben – Zwischen Mythos und Marke. Begleitband zur Großen Landesausstellung „Die Schwaben“, von Oktober 2016 bis April 2017 im Landesmuseum Stuttgart. Belser Verlag, Stuttgart 2016.
- Der Futtertrog für den Journalismus. Verlag Johann Oberauer, Salzburg 2018. Betrachtung über Exklusiv-Stories als harte Währung im Mediengeschäft.
- Das Porsche Calendarium 1931–2018. 3. erw. Aufl., Piper, München 2018, zusammen mit Dieter Landenberger, ISBN 3-492-05860-4.

Belletristik
- Das Davidprinzip. Eine Anthologie, herausgegeben von Anton Hunger. Mit Beiträgen von Wendelin Wiedeking, Martin Walser, Hermann Beil, Hans Magnus Enzensberger und anderen, Eichborn-Verlag, Frankfurt 2002. Zweite Auflage 2003 als Taschenbuch im Verlag Klaus Wagenbach, Berlin.
- Gebrauchsanweisung für Schwaben. Piper, München 2007. Neuaufl. 2011 und 2016.
- Nah am Wasser. Klöpfer & Meyer, Tübingen 2014.
- Der Pakt mit dem Teufel, Klöpfer & Meyer 2017.
- Die Ikonen des Kobiaschwili. Klöpfer, Narr, Tübingen 2019.[15]
- Mord à la Mode, Molino Verlag, Sindelfingen und Schwäbisch Hall 2022.
- Loslassen. Wie man das Alter mit Gelassenheit schafft. Essay. Edition Maya, Bingen und Berlin, 2025, ISBN 978-3-930758-98-2